# چمن جنگلی (سرده)
چمن جنگلی (سرده) (نام علمی: Microstegium) نام یک سرده از تیره گندمیان است.